# معركة فورم غالورم
معركة فورم جالورم (بالإنجليزية: Battle of Forum Gallorum)‏
يوم 14 أبريل أو 15 أبريل 43 ق.م. - : مارك أنطونيو يحاصر دسيموس جونيوس بروتوس ألبينوس قاتل يوليوس قيصر، في موتينا مودينا حاليا، ويهزم قوات القنصل غايوس فيبيوس بانسا سيترونيانوس، الذي يلقى مصرعه.